# Cranichis elliptica
Cranichis elliptica är en orkidéart som beskrevs av Rudolf Schlechter. Cranichis elliptica ingår i släktet Cranichis, och familjen orkidéer.
Artens utbredningsområde är Ecuador. Inga underarter finns listade i Catalogue of Life.